# Peloneustes
Peloneustes là một chi thằn lằn cổ rắn, được Lydekker mô tả khoa học năm 1889.